# Emilia kivuensis
Emilia kivuensis là một loài thực vật có hoa trong họ Cúc. Loài này được (Muschl.) C.Jeffrey mô tả khoa học đầu tiên năm 1986.